# Martin Méroy
Martin Méroy bzw. Martin Meroy, eigentlich Charles Ewald (Lebensdaten unbekannt), war ein französischer Journalist und Autor von Kriminalromanen mit deutschen Wurzeln.

## Leben und Wirken
Méroy wuchs in Frankreich auf und studierte am Institut d’études politiques de Paris (Grande école). Anschließend arbeitete er einige Jahre als freischaffender Journalist. Einem Ondit nach unternahm Méroy auf Frachtschiffen eine Weltreise und ließ sich dann 1948 in New York nieder.
Dort leitete Méroy bis 1953 die Agence France-Presse und begann während dieser Zeit erste Erzählungen für das Mystère Magazine – das französische Pendant von Ellery Queens Mystery Magazin – zu verfassen.
1959 debütierte Méroy sehr erfolgreich mit seinem Roman Les blondes ont la vie dure. Da er mit seinen folgenden Romanen diesen Erfolg nicht nur wiederholen, sondern auch vergrößern konnte, gab er seinen Brotberuf auf und widmete sich nur noch seinem literarischen Werk, das er unter seinem Pseudonym wie auch unter seinem eigentlichen Namen veröffentlichte.
Pierre Bellemare holte Méroy in seine Sendung Les dossiers extraordinaires (Unglaubliche Geschichten) bei Europe 1 und später auch zur Murder Party bei Radio Monte Carlo.

## Werke (Auswahl)

### UnterMartin Méroy
Charlie Colt Zyklus
- Le premier de la liste. Paris 1966.
- Un cercueil pour l'héritiere. Paris 1966.
- Celle qui en savait trop. Paris 1966.
- Au troisième top, il sera mort. Paris 1966.
- Et s’il n’en reste qu’un. Paris 1966.
- Poker fatal. Paris 1966.
- Belles à croquer. Paris 1966.
- Première pour un meurtre. Paris 1968.
- Rideau pour l'assassin. Paris 1969.
- Silence. On tue. Paris 1968.
  - deutsch: Ein Star lebt gefährlich. Goldmann, München 1965.[1]

Einzelne Romane
- Les blondes ont la vie dure. Paris 1959.
  - deutsch: Nachts in Paris. Goldmann, München 1964.[2]
- Du plomb pour la famille. Paris 1959.
  - deutsch: Eine Frage bleibt offen. Goldmann, München 1963.[3]
- Un couteau dans la plaie. Paris 1959.
  - deutsch: Das geheimnisvolle Zimmer. Goldmann, München 1964.[4]
- Meurtre en chambre noir. Paris 1960.
  - deutsch: Zauberei in Paris. Goldmann, München 1963.[2]
- Meurtre sans filet. Paris 1962.
  - deutsch: Die Numer ohne Netz. Goldmann, München 1964.[2]
- Bon Noël, assassin. Paris 1963.
  - deutsch: Der Christbaum-Sender. Goldmann 1966.[4]
- Une beauté épinglée. Paris 1963.
  - deutsch: Ein lohnender Auftrag. Goldmann, München 1964.[2]
- Menuet pour l'assassin. Paris 1963.
  - deutsch: Menuett für einen Mörder. Goldmann, München 1964.[4]
- Meurtre sur un circuit. Paris 1963.
  - deutsch: Die geheimnisvollen Schwestern. Goldmann, München 1963.[2]
- Meurtre autour d'un ring. Paris 1964.
  - deutsch: Der Titelkampf. Goldmann, München 1964.[4]

### UnterCharles Ewald
- Terreur sur Manhattan. Paris 1959.
- Le sorcier de Manhattan. Paris 1963.
- L'oiseau chinois. Paris 1966.
- L'homme de C.R.A.N. Paris 1967.
- Les apprentis sorciers. Paris 1970.
- Operation cataclysme. Paris 1970.
- La loi des traîtres. Paris 1975.